# L'Isle (Vaud)
Pour les articles homonymes, voir L'Isle.
L'Isle est une commune suisse du canton de Vaud, située dans le district de Morges.

## Géographie
|            | Mont-la-Ville | Cuarnens            |
| L'Abbaye   | L'Isle        | Chavannes-le-Veyron |
| Montricher | Mauraz        | Pampigny            |

La commune est centrée sur le village de L’Isle, elle est constituée aussi des hameaux de Villars-Bozon (au sud), La Coudre (au nord) et Les Mousses (au nord-est).
La gare de l'Isle est desservie par la ligne Bière – Apples – Morges (BAM).

## Hydrographie
L'Isle est traversée par la Venoge qui y prend sa source.

## Toponymie
L’étymologie de L’Isle vient du latin insula, « île ». On nommait ainsi autrefois des terrains, des hameaux entourés d'eau, comme c’est le cas pour L’Isle.

## Population

### Gentilé et surnom
Les habitants de la commune se nomment les Islois.
Ils sont surnommés les Grenouilles,.

## Histoire
Le quartier de Chaby (ou Chabiez) est mentionné dès 1216 (Chablie) ; la paroisse du village est mentionnée dès 1228.
Le village aurait été fondé en 1291 lorsque le seigneur de Cossonay achète à Guy de Chabiez le terrain de Festaz avec tout ce qui s'y rattache pour y construire une ville. L’Isle est mentionné dès 1324 (Lylaz). Le village se développera en trois quartiers sur la rive gauche de la Venoge : la Ville, le Château et Chaby, et un quatrième sur la rive droite : l'Avalanche.
C'est à l’emplacement d’une ancienne maison forte que Charles de Chandieu fait construire un château, terminé en 1696. Le château est racheté en 1876 par la commune, qui y installe son administration et les écoles.
L’église Saint-Pierre (quartier de Chaby) a été abandonnée dans le courant du XVIIe siècle. Le temple construit par Guillaume et Jean-Pierre Delagrange en 1732-1734 fait face au château, de l’autre côté du plan d’eau (quartier de l'Avalanche).
L'embranchement L'Isle-Apples du chemin de fer Bière-Apples-Morges est construit en 1896.

## Manifestations
Chaque premier week-end de septembre, se déroule la Foire à la brocante et aux antiquités qui rassemble plus de 100 marchands et quelque 15 000 visiteurs dans le cadre du château de L'Isle.

## Monuments
Le château de L'Isle est inscrit comme bien culturel suisse d'importance nationale.

## Personnalités
- Charles de Chandieu (1658-1728), capitaine au service du royaume de France, de 1694 à 1696 il fit construire le château actuel.
- Marc-Henri Henni (1821-1853 à Saint-Pétersbourg), enseignant en Russie et en Ukraine.
- Jean de Léry (1536 à La Margelle, 1613), grand voyageur et écrivain français, auteur de l’Histoire d'un voyage fait en la terre du Brésil, autrement dite Amérique.

## Galerie

Vue aérienne (1949)
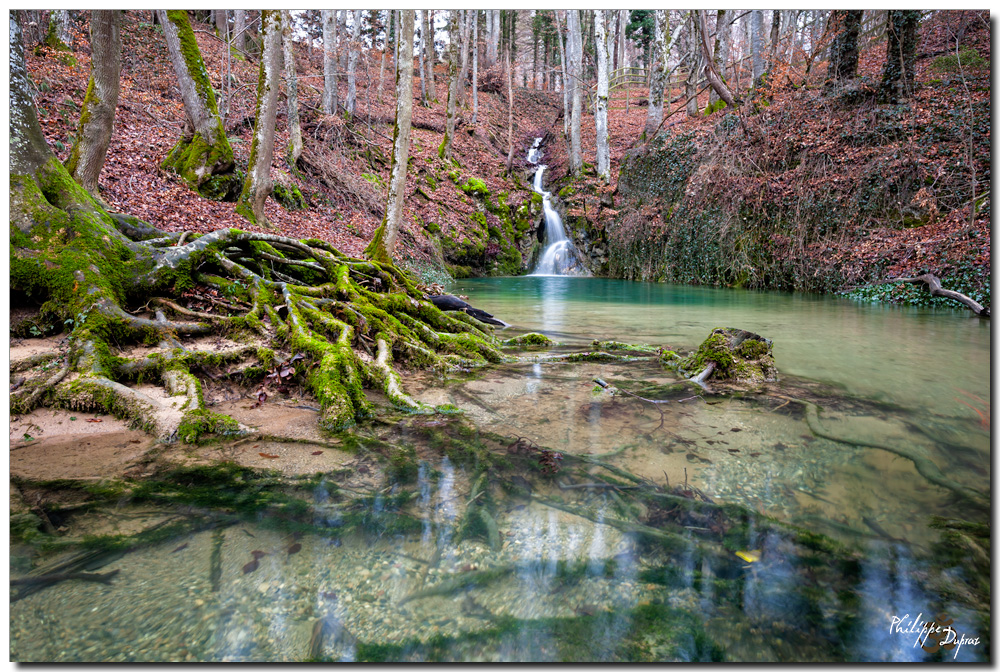
Source de la Venoge
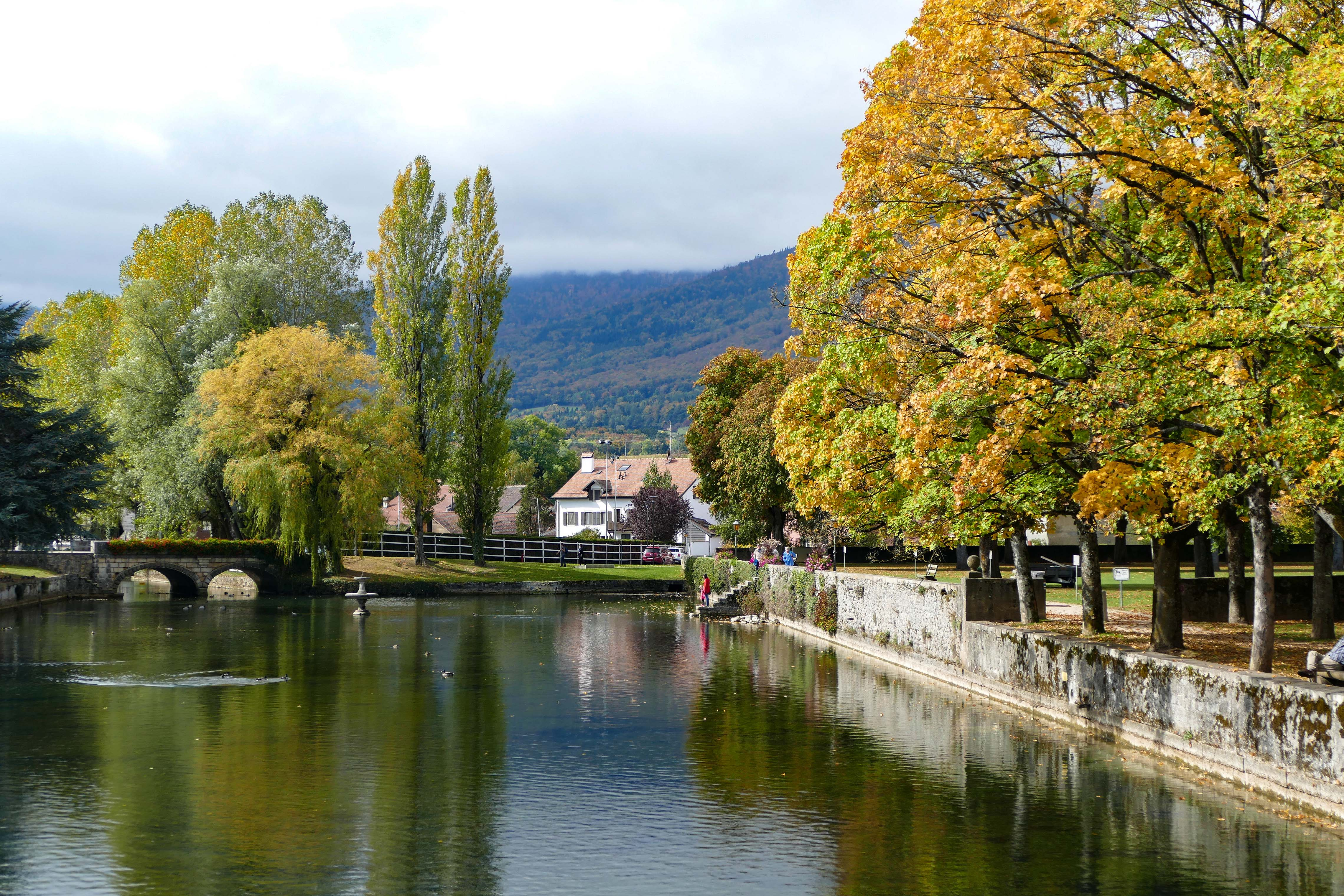
Plan d’eau, la Venoge
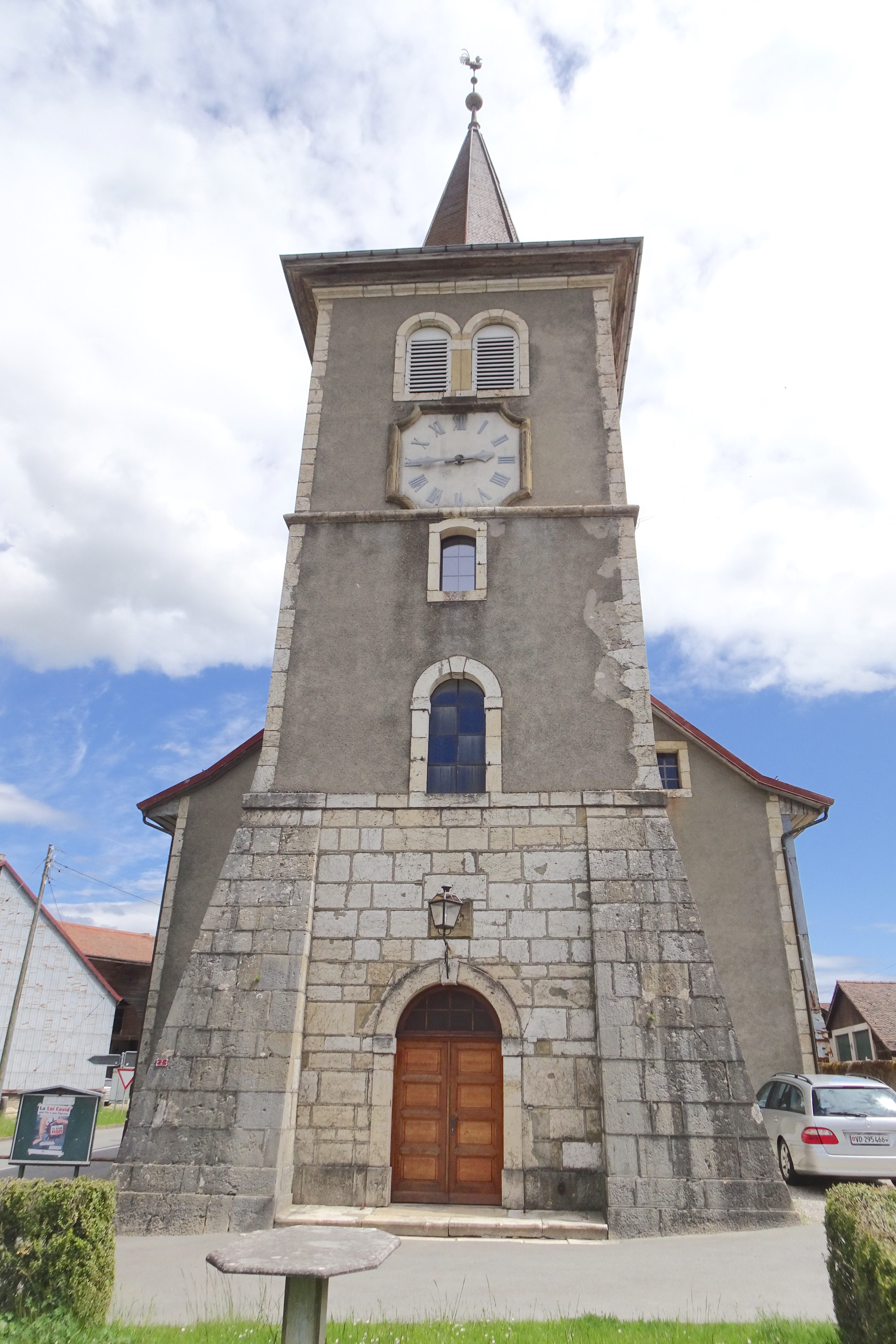
Temple
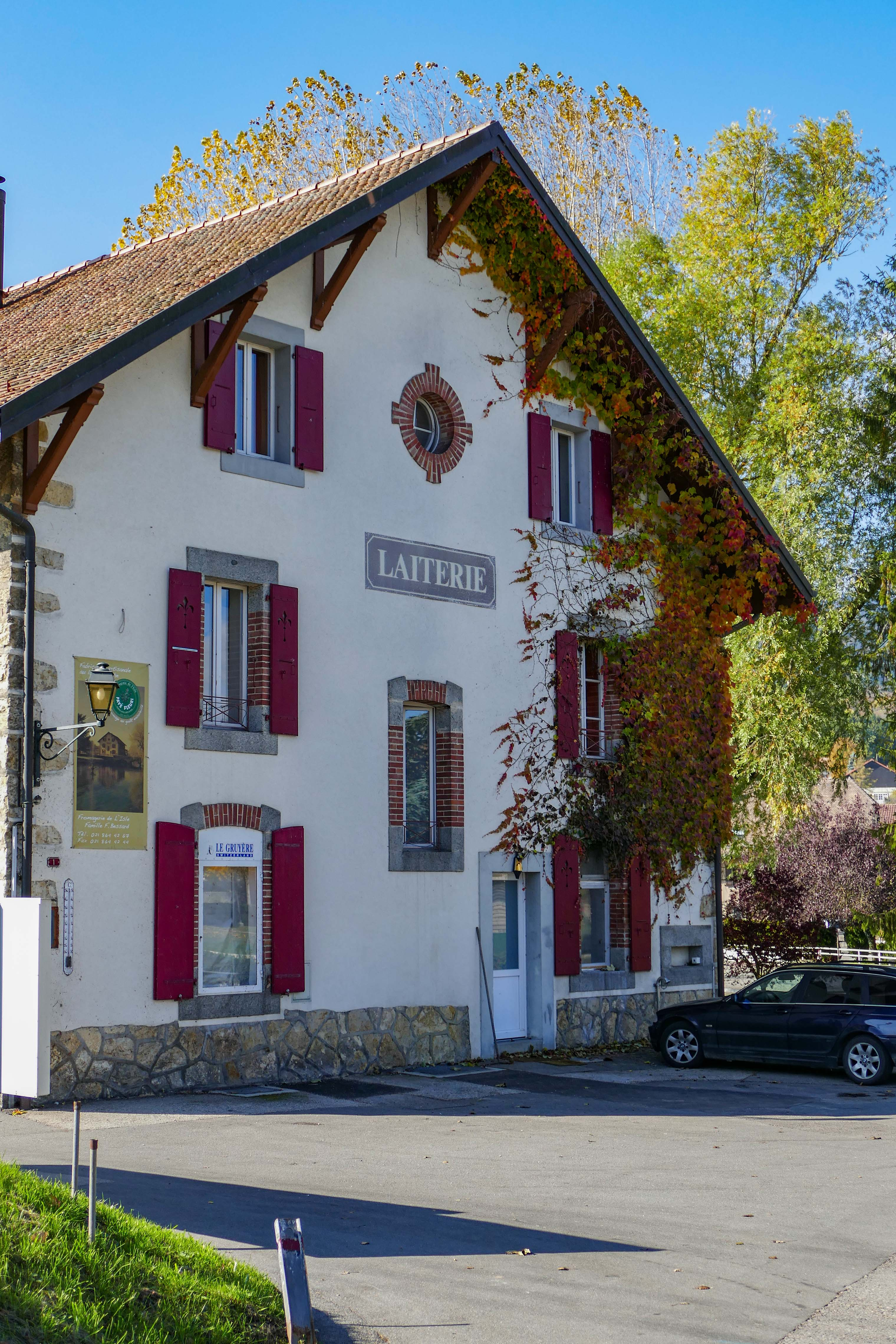
Laiterie
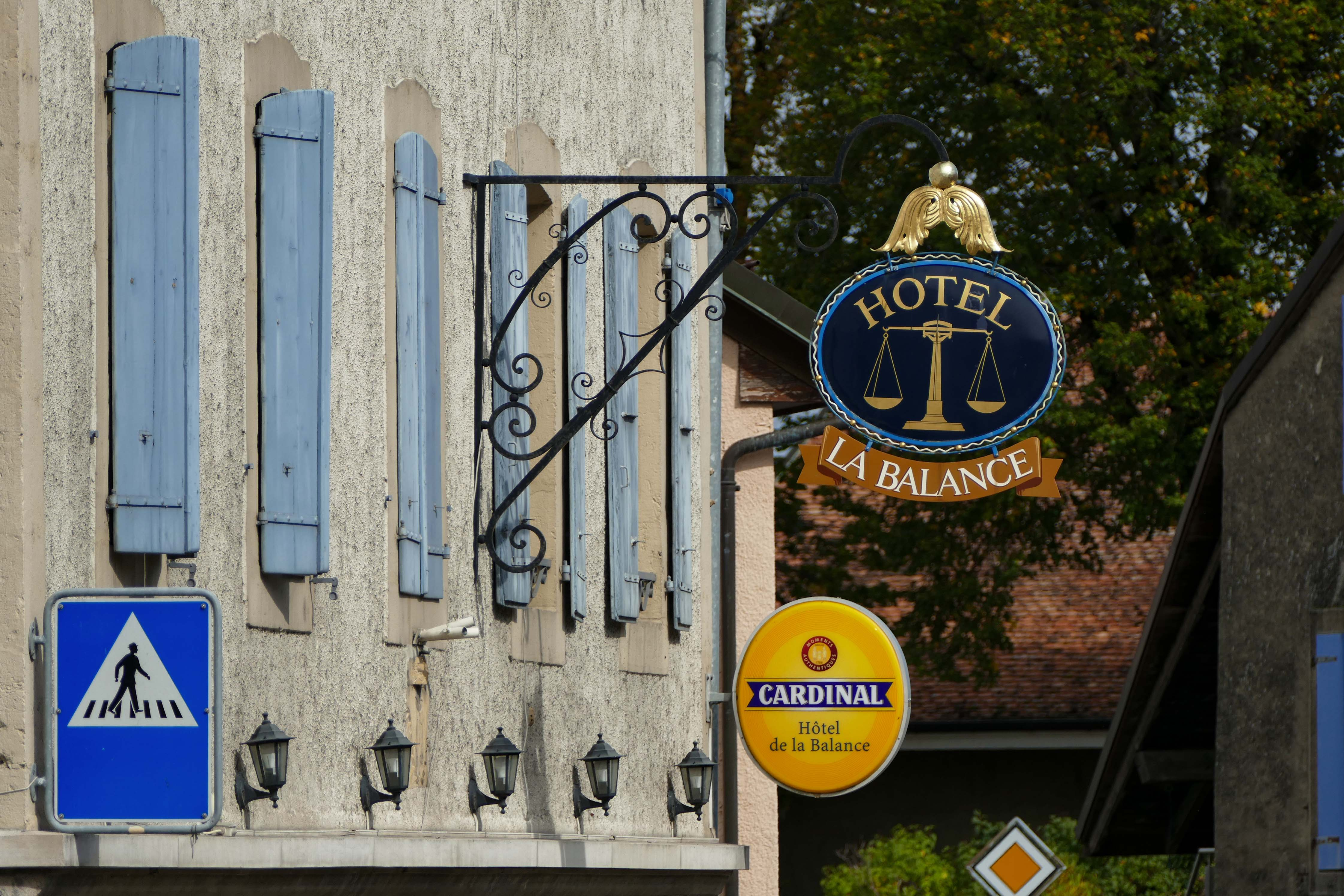
Hôtel
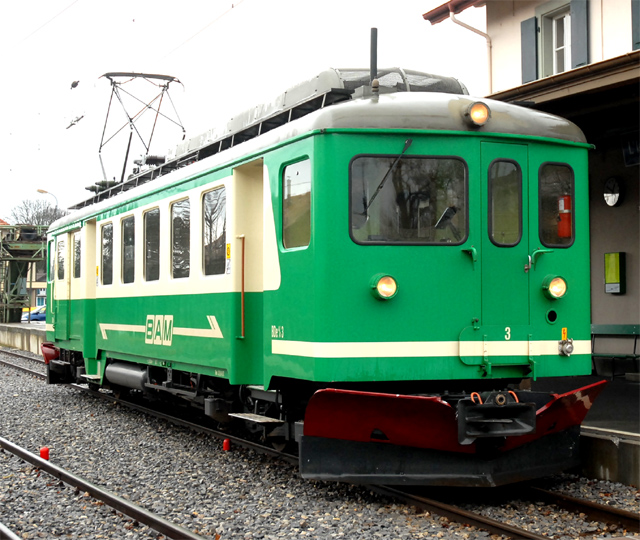
Train (BAM, 2007)
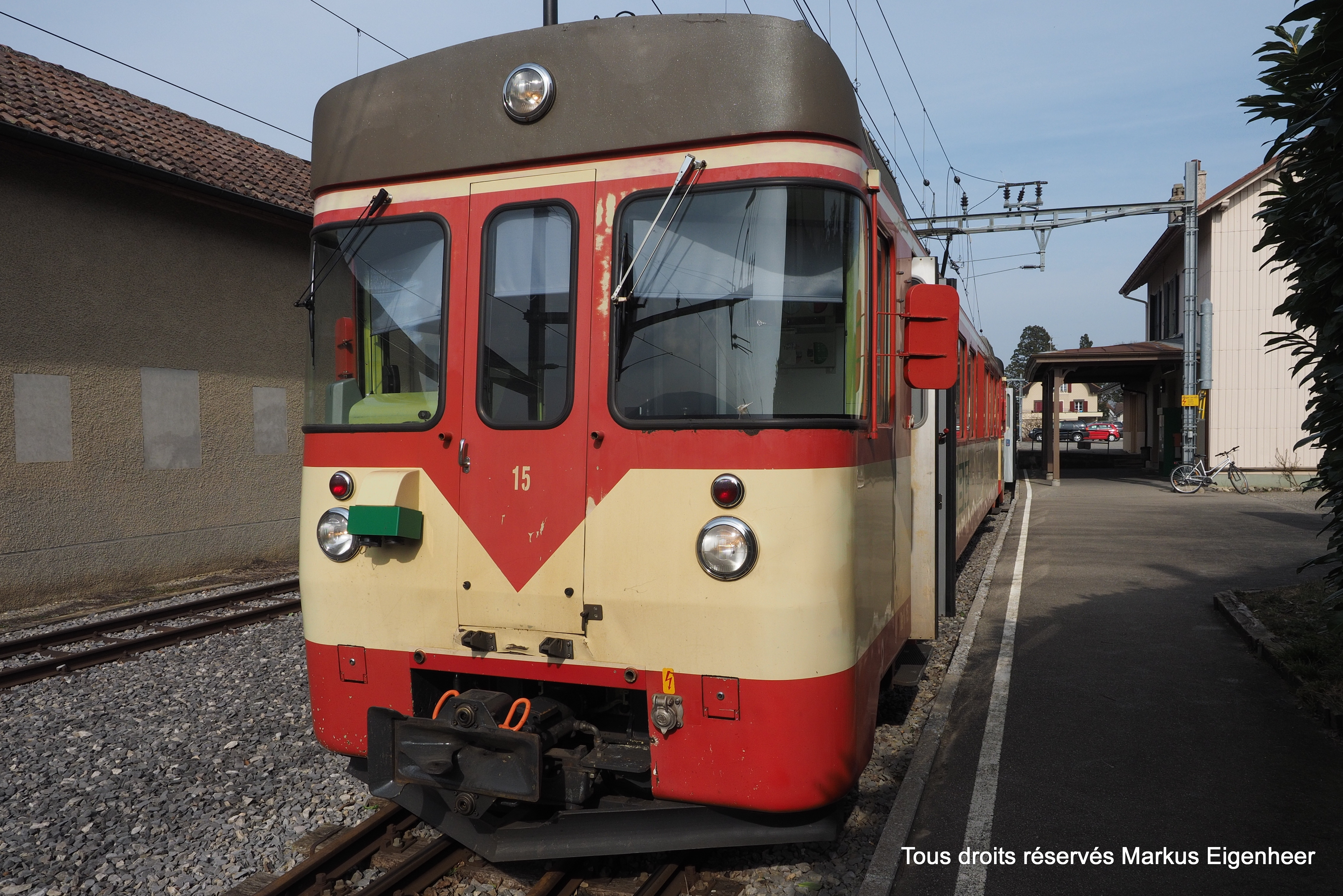
Train (MBC, 2015)